# Беклабито (Њу Мексико)
Беклабито (енгл. Beclabito) насељено је место без административног статуса у америчкој савезној држави Њу Мексико.

## Демографија
По попису из 2010. године број становника је 317, што је 22 (-6,5%) становника мање него 2000. године.
| Група             | 2000.    | 2010.    |
| Белци             | 1 (0,3%) | 6 (1,9%) |
| Афроамериканци    | 0 (0,0%) | 1 (0,3%) |
| Азијати           | 0 (0,0%) | 0 (0,0%) |
| Хиспаноамериканци | 3 (0,9%) | 0 (0,0%) |
| Укупно            | 339      | 317      |